# Bill Meléndez
José Cuauhtémoc "Bill" Meléndez (15 de novembro de 1916 - 2 de setembro de 2008) foi um animador, cineasta, dublador e produtor mexicano. Ficou conhecido pelos seus desenhos na Warner Bros. e pela série Peanuts.

## Primeiros anos
Nascido na cidade mexicana de Hermosillo, Meléndez foi educado em escolas públicas em Douglas, Arizona e mais tarde no Chouinard Arts Institute (atual California Institute for the Arts).

## Carreira
Em 1938, Walt Disney contratou Meléndez para trabalhar em curtas-metragens animados e filmes como Bambi, Dumbo e Fantasia. Depois, Meléndez animou diversos episódios de Pernalonga, Patolino e Presuntinho.

Em 1964, já com sua própria produtora (Bill Meléndez Productions) e passagens também pela UPA (United Productions of America), Bill criou a animação que finalmente o consagraria, A Charlie Brown Christmas, seu primeiro filme como diretor. Essa animação lhe renderia o prêmio Emmy. Melendez dublava a voz de Snoopy, que não costuma falar nos especiais.
Melendez conheceu Charles Schulz em 1959, quando foi diretor de animação de uma série de anúncios para o carro Ford Falcon. Pouco depois, Meléndez tornou-se o único animador de Peanuts autorizado por Schulz. Até 1989, Meléndez fez mais de 75 capítulos especiais de Peanuts, This is America e Charlie Brown,  além de quatro filmes principais - todos com seu parceiro Lee Mendelson.

## Morte
Em 2 de setembro de 2008, Meléndez morreu em sua casa em Santa Mônica, Califórnia, aos 91 anos. Sua saúde estava comprometida após ter sofrido uma queda, um ano antes. Seu corpo foi cremado, e as suas cinzas foram entregues à família.

## Outros trabalhos
Bill Meléndez e Lee Mendelson também produziram especiais da história em quadrinhos Garfield.
- Garfield Vem Aí (Here Comes Garfield) - 1982
- Garfield na Cidade (''Garfield on the Town) - 1983

Os subsequentes episódios especiais de Garfield foram produzidos pela Film Roman, que também produziu Garfield e Seus Amigos.